# Olivier Lecoq
Pour les articles homonymes, voir Lecoq.
Olivier Lecoq, né le 25 novembre 1961 à Paris, est un comédien français.
Il a participé depuis 1978 à plus de 80 créations théâtrales. De la scène à la rue, en passant par le chapiteau ou l'appartement. Seul en scène ou au milieu de 80 autres artistes.
Rompu aux techniques du jeu dramatique, de la commedia dell'arte, de l'improvisation, du chant, de la cascade, des combats, de la pyrotechnie, des échasses, du masque balinais ou de l'opéra chinois.
Il a joué Shakespeare, Molière, Goldoni, Beaumarchais, Labiche, Stevenson, Verne, Twain, Wilde, Courteline, O'Neill, Brecht, Aymé, Orwell, Baum, Borchert, Mrozek, Mayor, Tristan, Arrabal, Cooney, Demouzon, Livchine, De Lafond, Fournel, Thyrion, Michelet, Galliot, Thomas, Laurent, Blind et Delgado.
Il a interprété notamment Arlequin, Lancelot Gobbo, Beckman, Prométhée, Scapin, Long John Silver, Arkadi Tscheidsé, Souen Wou Kong, L'Epouvantail du Magicien d'Oz, La Flèche, maître Jacques, Gnafron, Polichinelle, le rôle du mort de Panique au Plazza, Passepartout, Argante, Auguste Lumière mais aussi l'arbitre au sein de la Ligue d'improvisation.
Il a travaillé principalement avec la Compagnie de la Reine, Vol de Nuit, la Comédie de Tours, La Trace, le Théâtre des 7 Lieues, la Compagnie Yvan Garouel, Clin d'Œil Compagnie, Universcène, la Compagnie internationale Alligator, l'Unité et Cie, Nuits Blanches Événements, Éphémère, les Plasticiens Volants, le Théâtre à Louer, Science 89 et la Ligue d'improvisation française.
Il a travaillé sous la direction, entre autres, de Gil Galliot, Jacques Livchine, Michel Valmer, Yvan Garrouel, Jacques Fabbri, Sylvain Man, Gérard Audax, Magali Morel, Jean-Daniel Laval ou Pierre Mondy.

## Spectacles clés
- 1981-2015 : Matchs d'Improvisation (plus de 700 matchs - 4 Coupes du Monde professionnelles)
- 1985-1989 : Amériques de Gil Galliot
- 1991-1995 : Les Athlètes dans leur tête de Paul Fournel (seul en scène)
- 1996-1998 : Le Roi Singe de Frédérick Tristan (plus de 200 000 spectateurs)
- 1998 : Le Magicien d'Oz d'après Franck Baum (Joué à Paris-Bercy)
- 2002-2003 : Panique au Plazza de Ray Cooney Mis en scène par Pierre Mondy avec Martin Lamotte et Éric Métayer
- 2004 : il intègre la Compagnie de la Reine dirigée par Jean-Daniel Laval.
- 2005 : il coanime sur Teletoon l'émission Les Cinglés des Records.
- 2008 : Le Mariage Forcé de Molière avec Gérard Holtz (diffusion en direct sur France2)